# Château Burrus
Château Burrus es un monumento histórico ubicado en el número 74 de la rue Maurice-Burrus en Sainte-Croix-aux-Mines, en el departamento francés de Haut-Rhin.

## Histórico

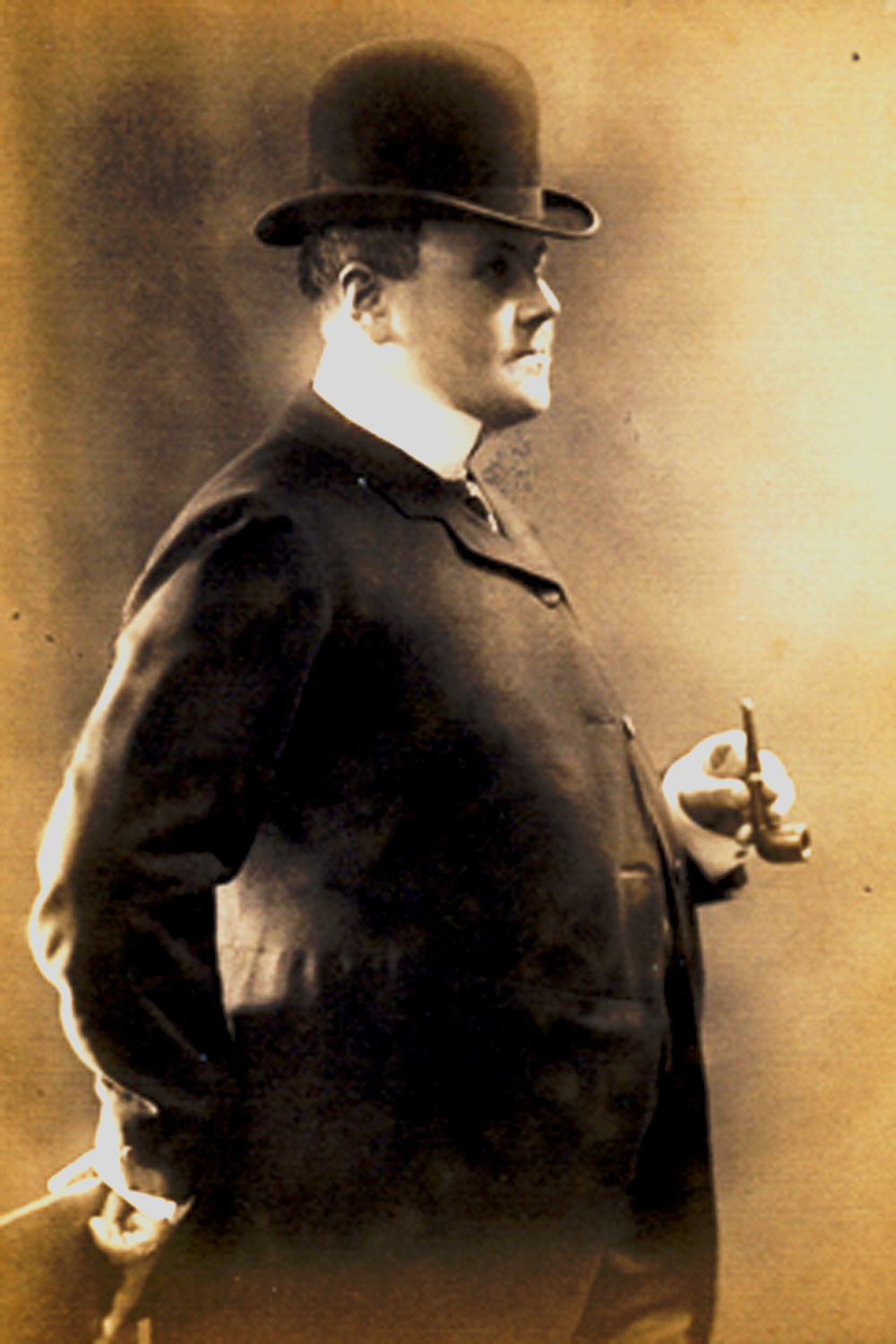
Fotografía de Maurice Burrus

Fue la casa familiar de Maurice Burrus, industrial del tabaco y gran mecenas, construida en 1900. Durante la Segunda Guerra Mundial, fue requisada y transformada en un centro de formación para oficiales de las SS. Después, se instaló una  fábrica, que se cerró en 1947 y, tras la muerte de Maurice en 1959, fue vendida a una congregación religiosa y luego revendido a particulares. Fue comprado en 2021 por particulares y fue renovado.

## Arquitectura
Es de estilo neobarroco, como la Ópera Garnier, 1875, o la iglesia de Saint-Maurice de Freyming-Merlebach, 1913. Los arquitectos son dos alsacianos que estudiaron en Stuttgart y en la École des Beaux-Arts de París, Jules Berninger y su cuñado Gustave Krafft.
La planta baja consta de ocho habitaciones y un gran recibidor.
El vestíbulo cuenta con columnas de estilo jónico y corintio (al igual que la Sala Roja) y está adornado con falsos mármoles amarillos. Está en el centro del castillo y se abre a todas las habitaciones y todos los pisos.
La sala verde está adornada con puertas espejadas que amplían considerablemente la sala. Está adornado con un techo pintado con un cielo ligeramente nublado.
La sala roja es la más opulenta, con sus dos columnas de falso mármol rojo, su dorado cobre que magnifica todos los detalles del techo, las puertas y las paredes cubiertas en algunos lugares con tapices de seda roja satinada.
La sala de madera está, como su nombre indica, realizada íntegramente en madera desde el suelo hasta el techo, así como la mitad de la pared revestida con tapiz de cartón repujado. Un mueble de estilo renacentista se sienta orgulloso en la habitación.

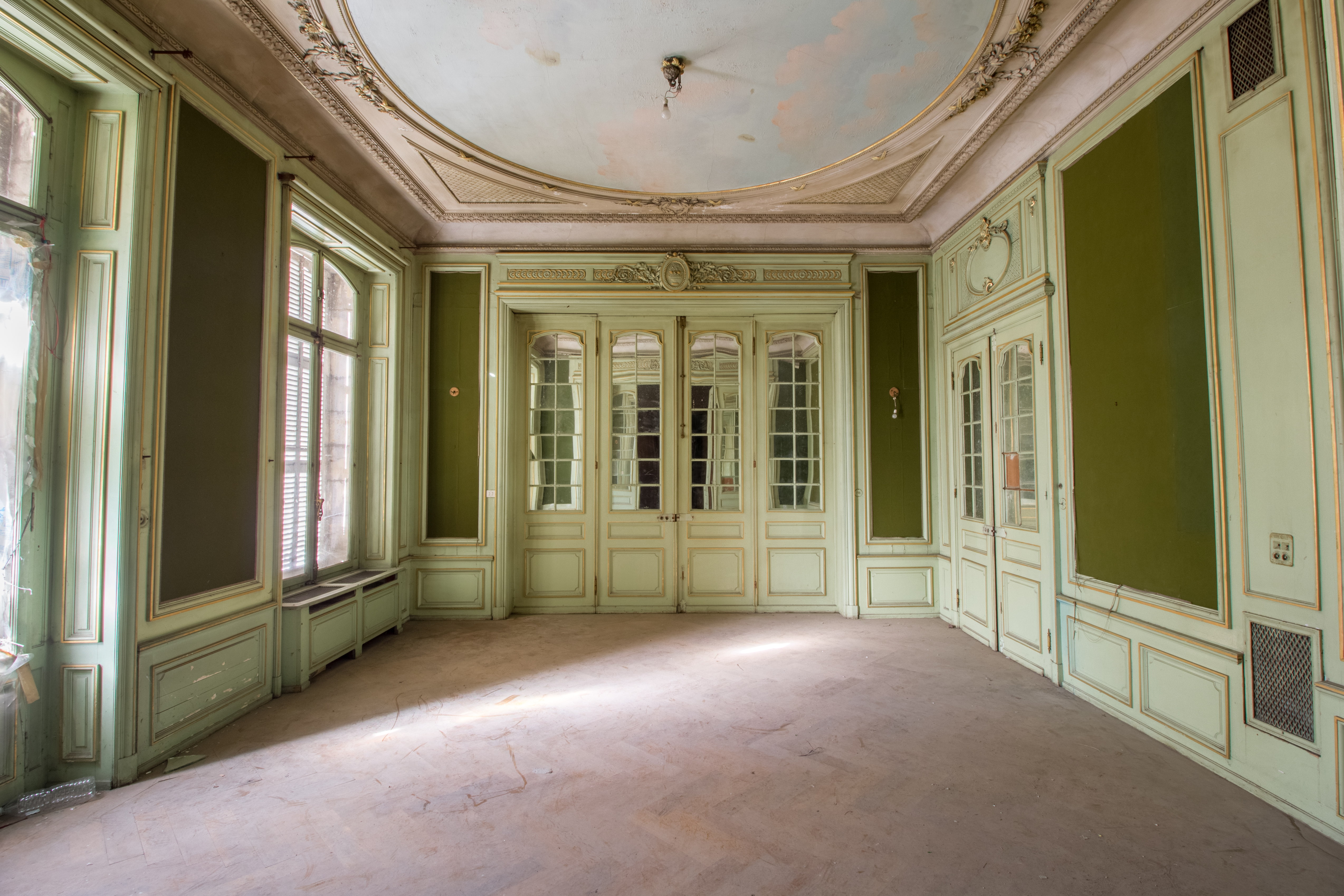
La sala verde.
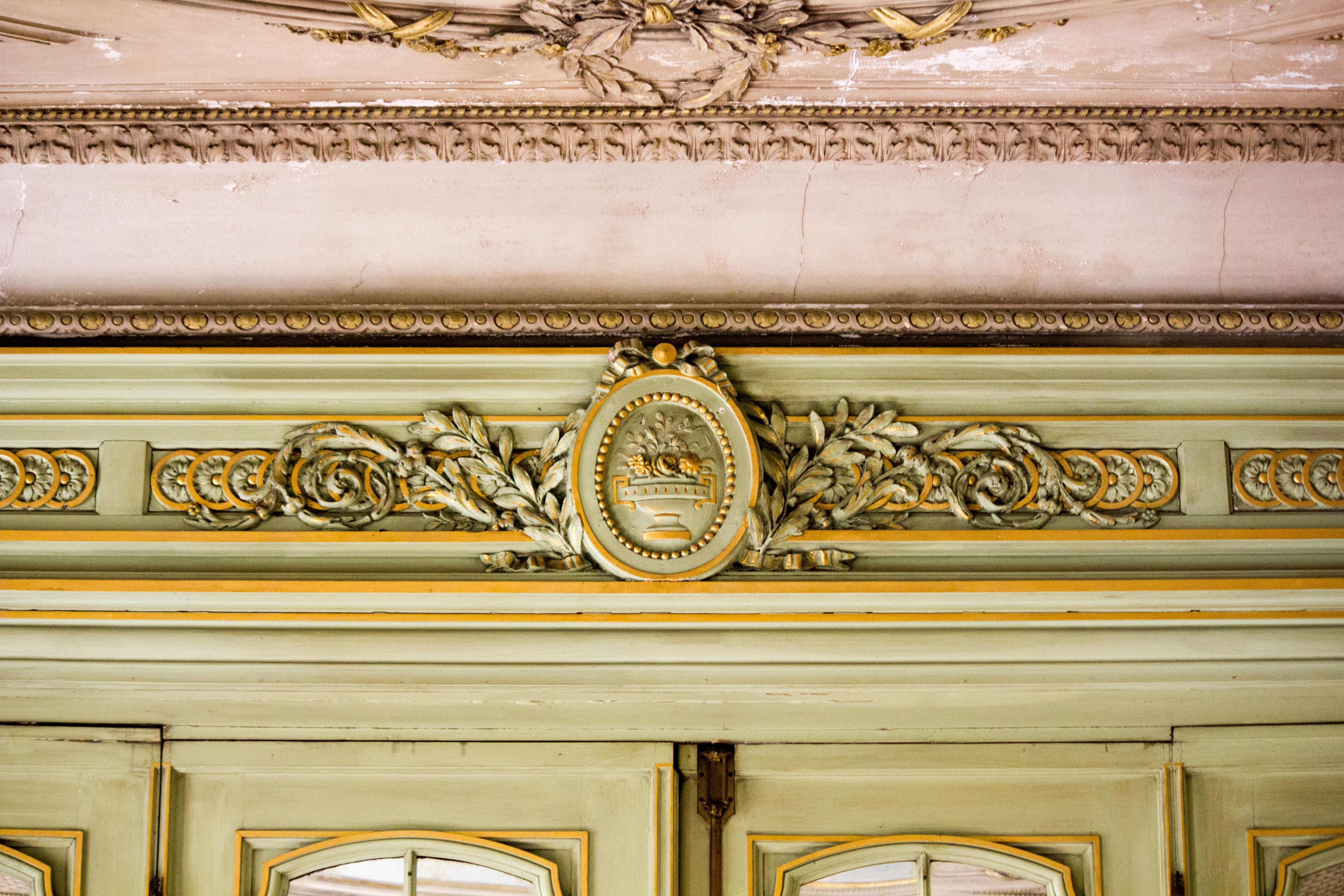
Cuarto verde.
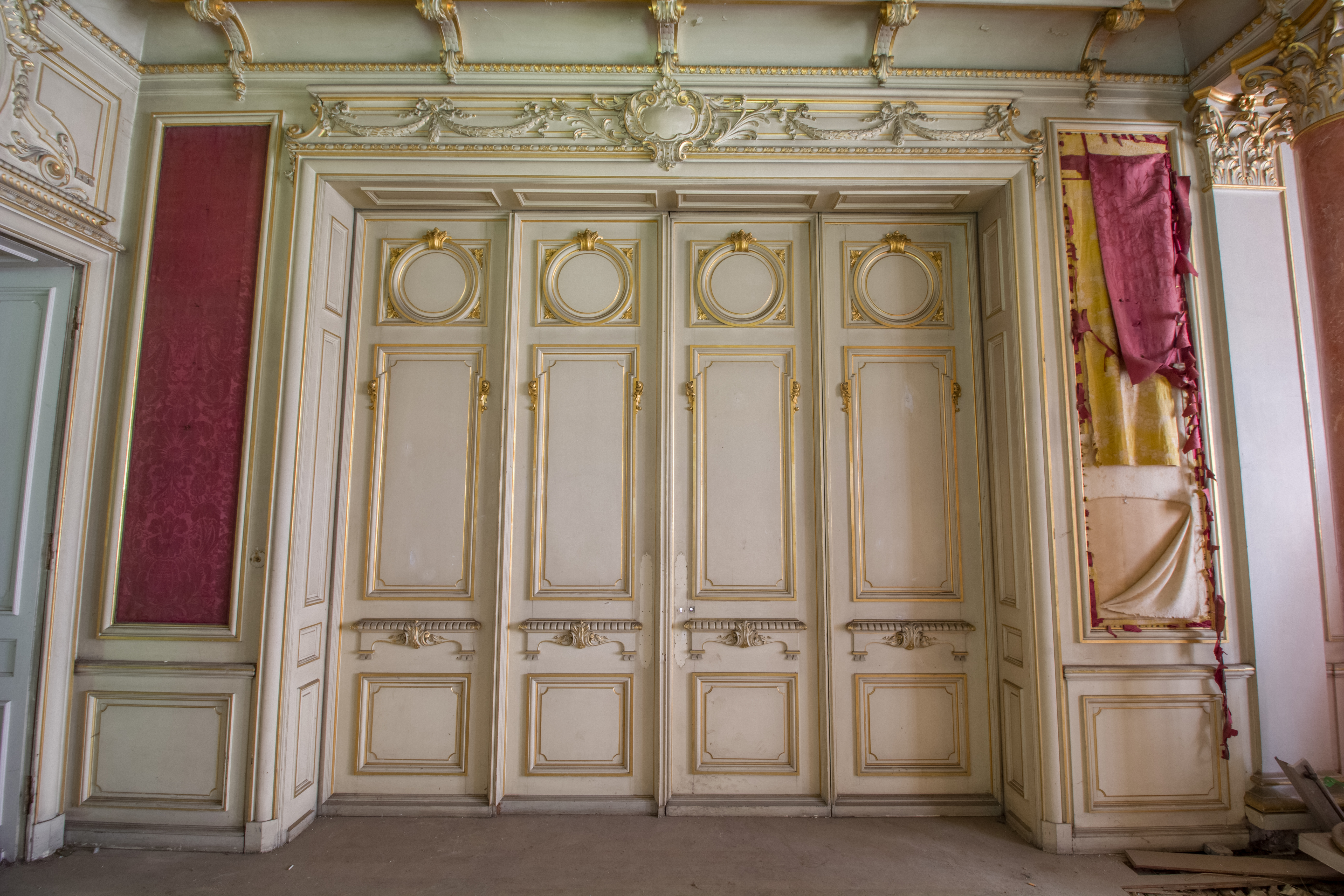
Las puertas de la Sala Roja.
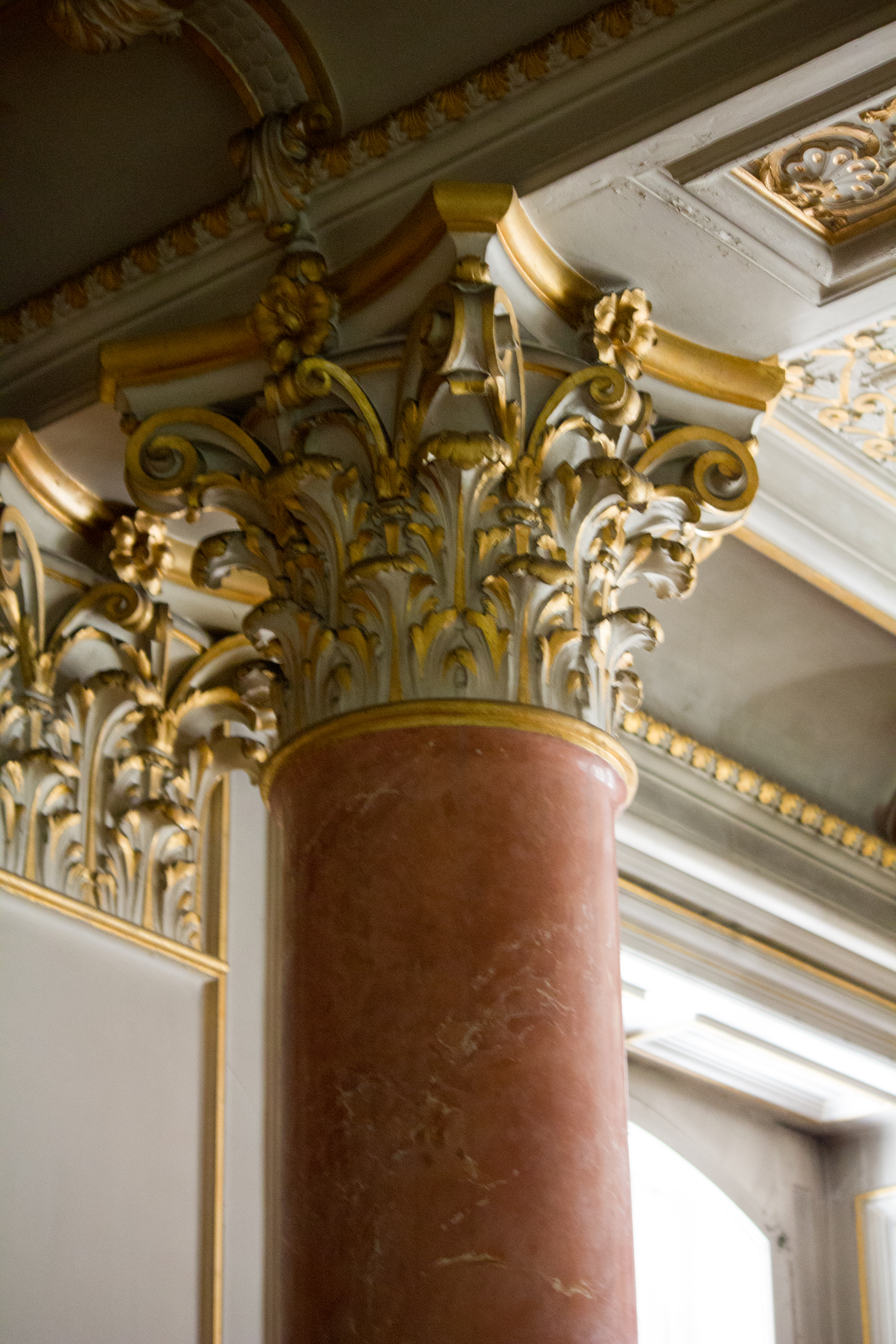
Columna de la habitación roja.
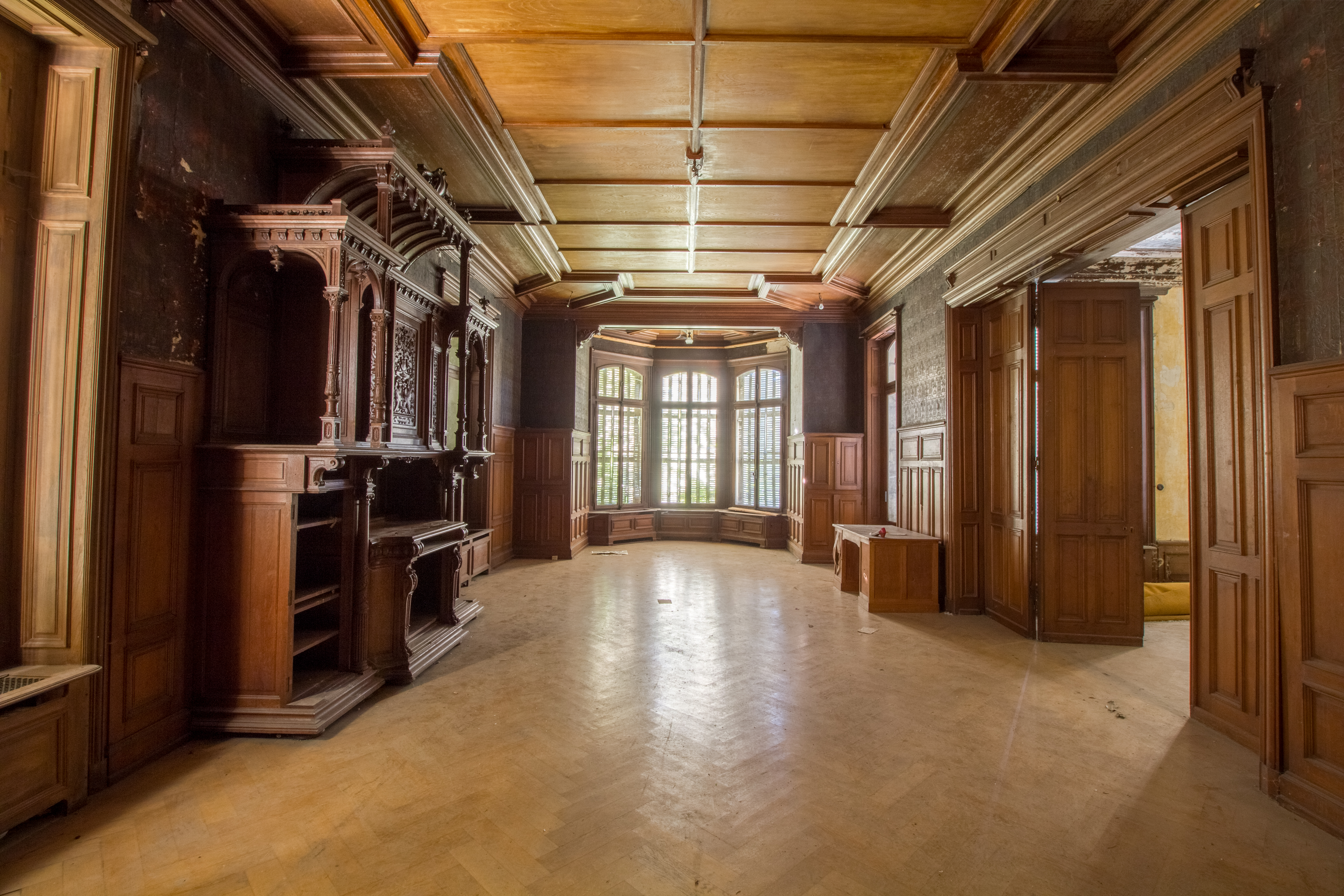
Sala de madera.
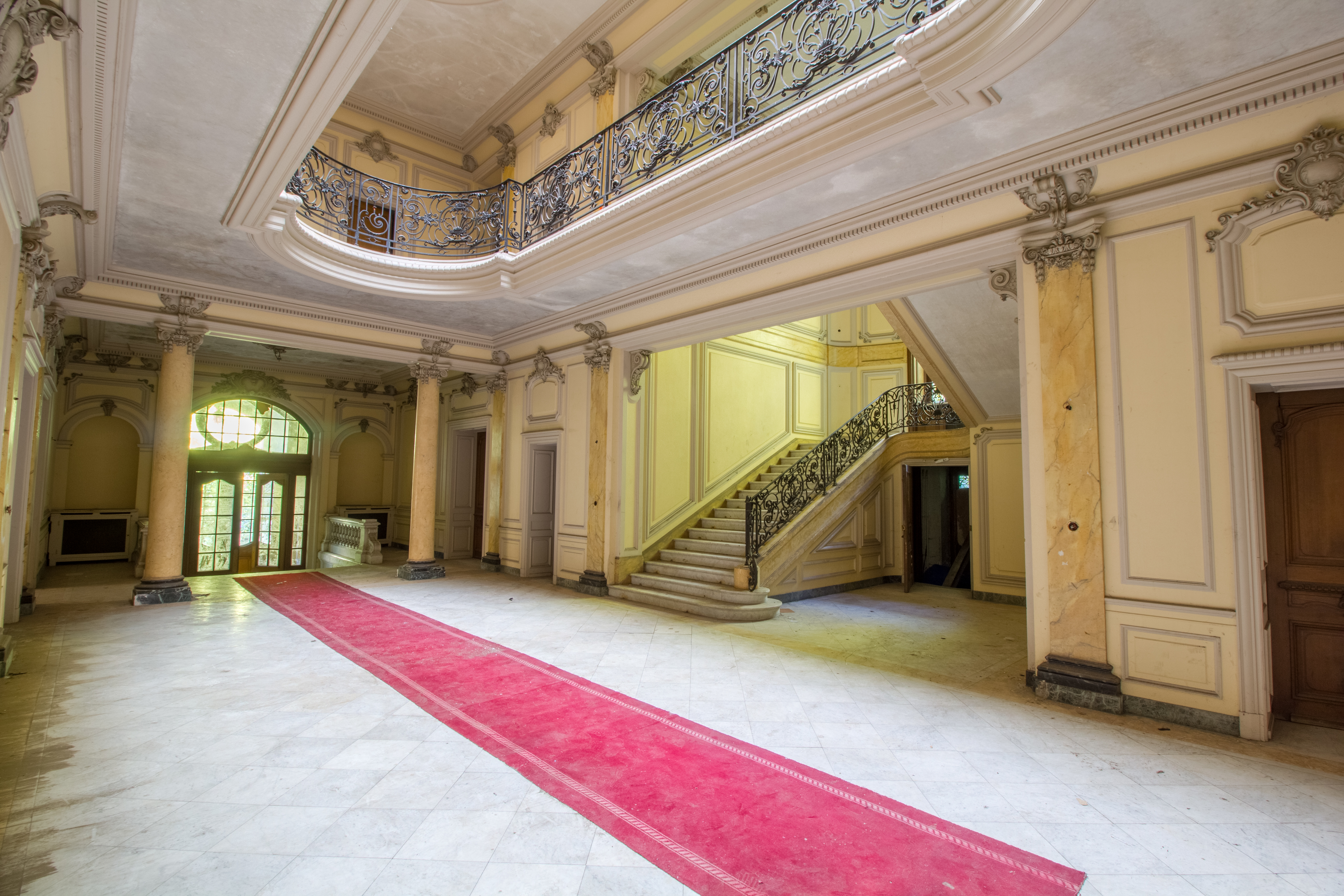
El magnífico salón adornado con falso mármol amarillo.
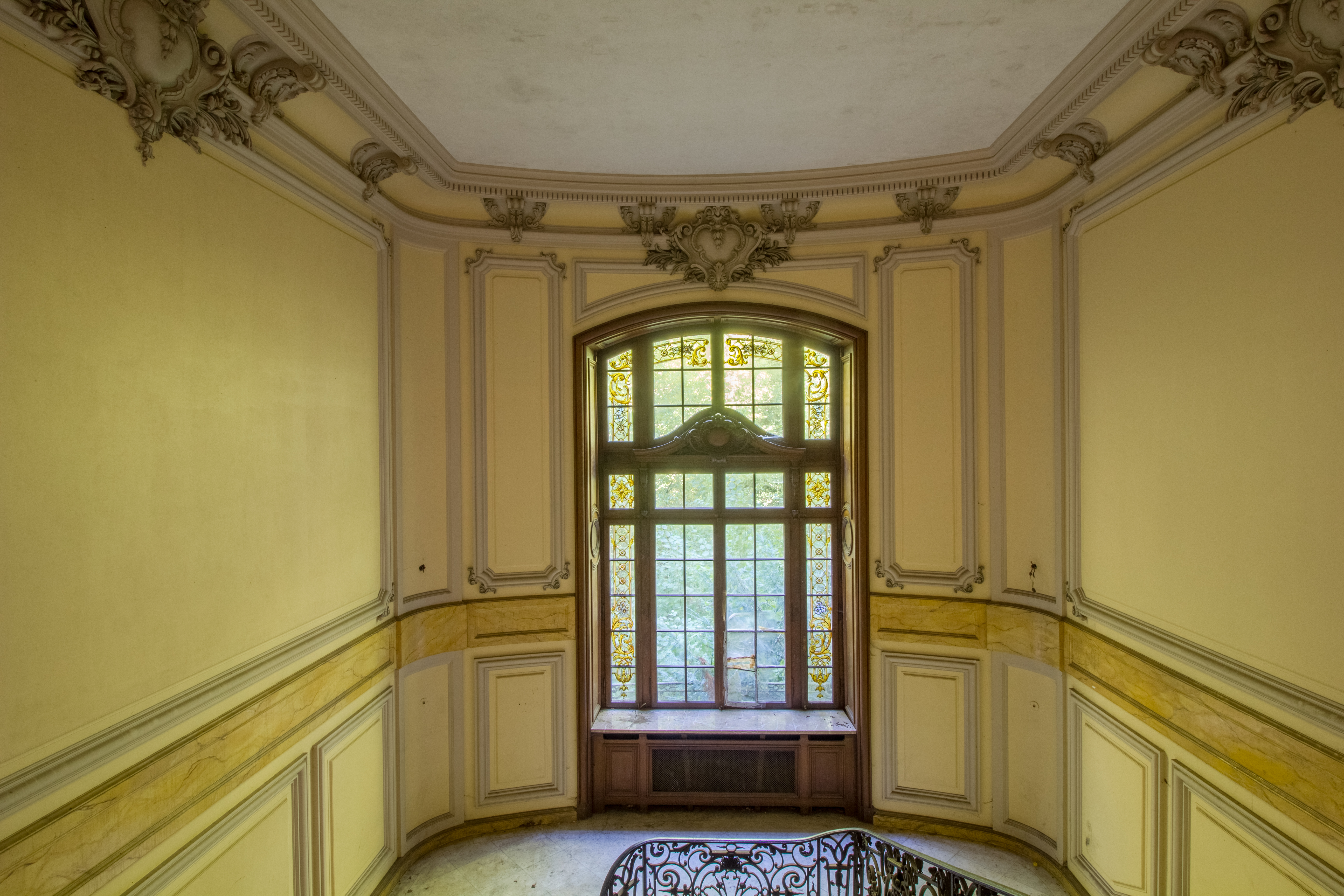
La escalera y su ventanal.
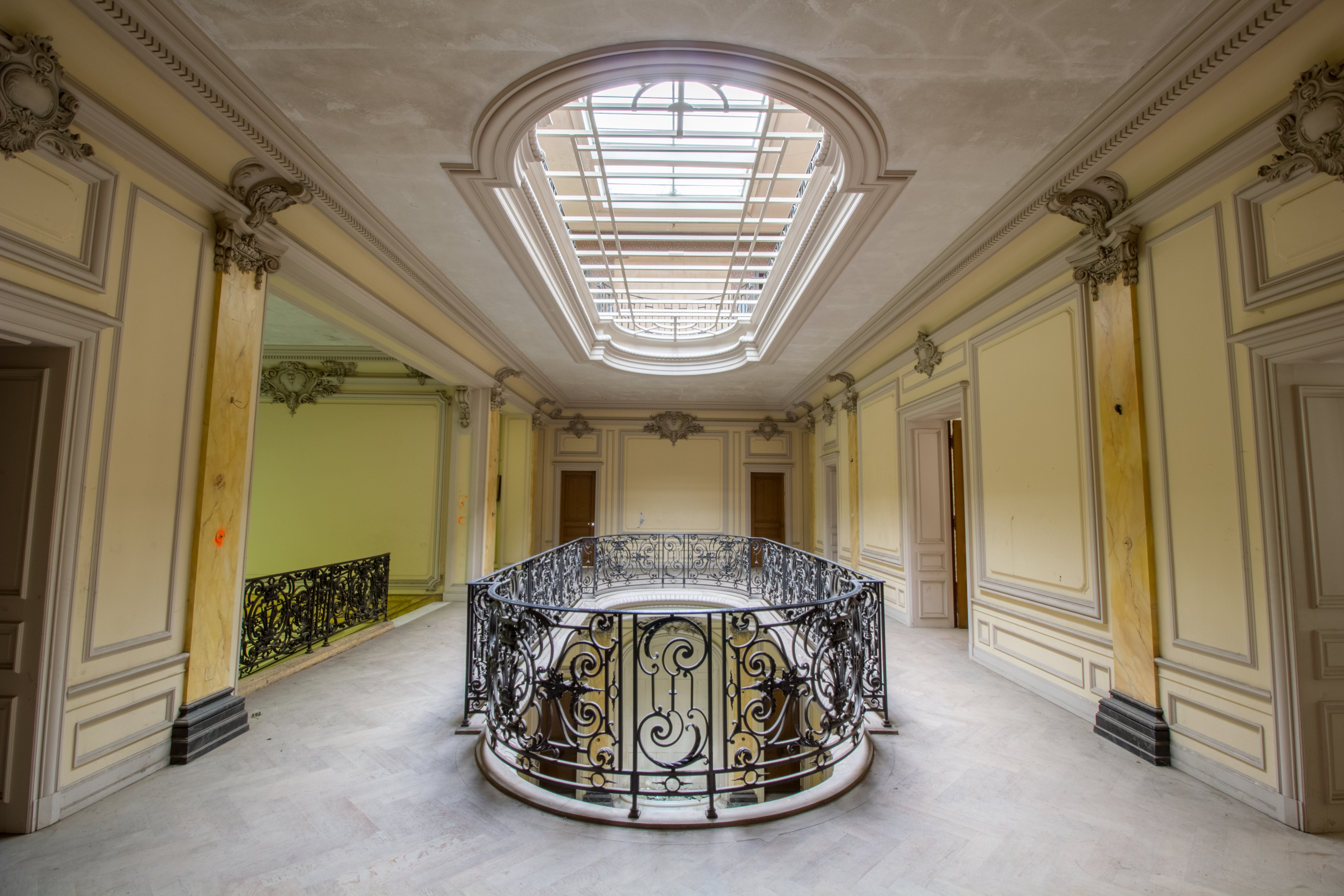
Vista desde la marquesina del primer piso.